# Mercado de la Libertad

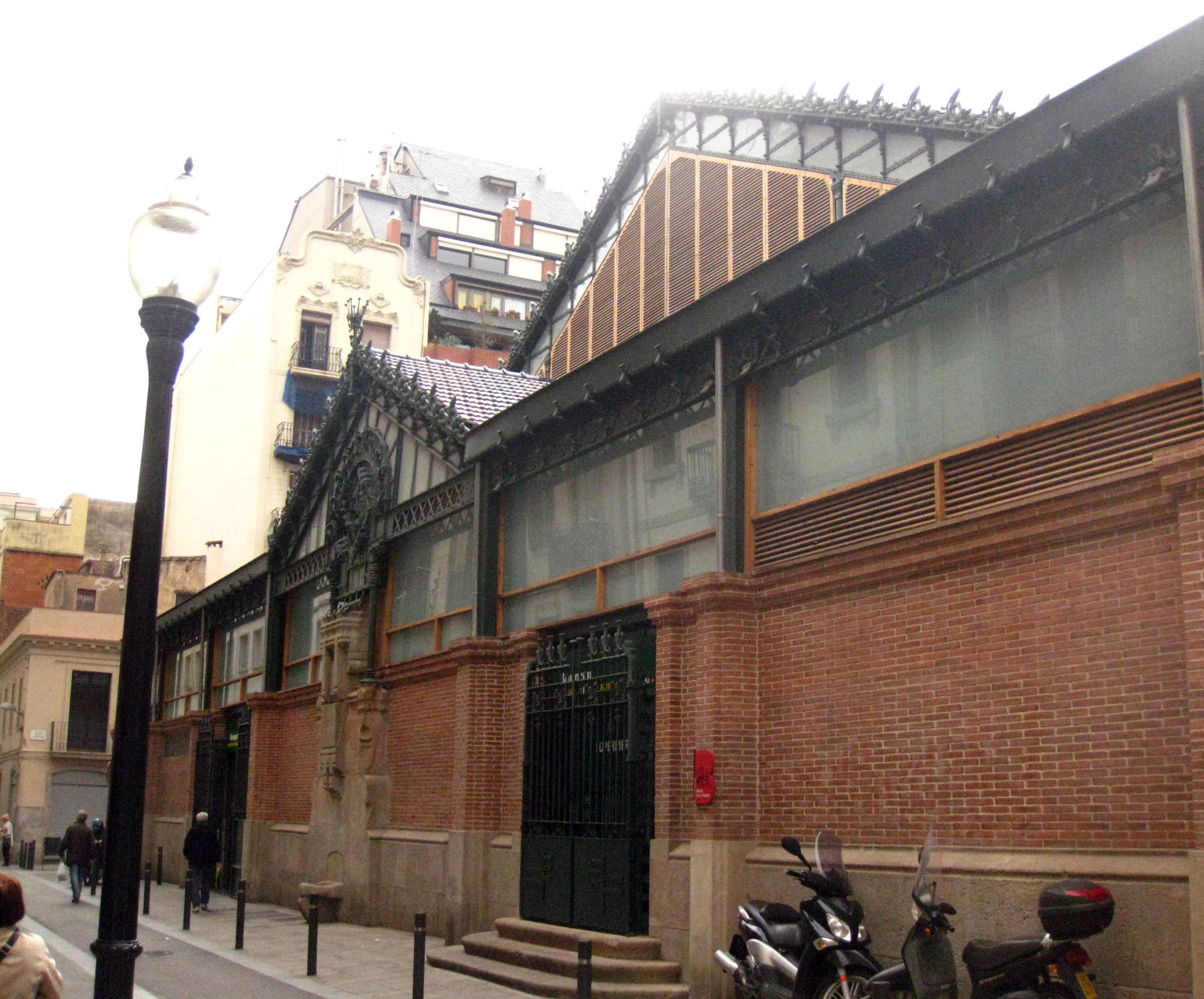
Fachada sur del mercado (2013).

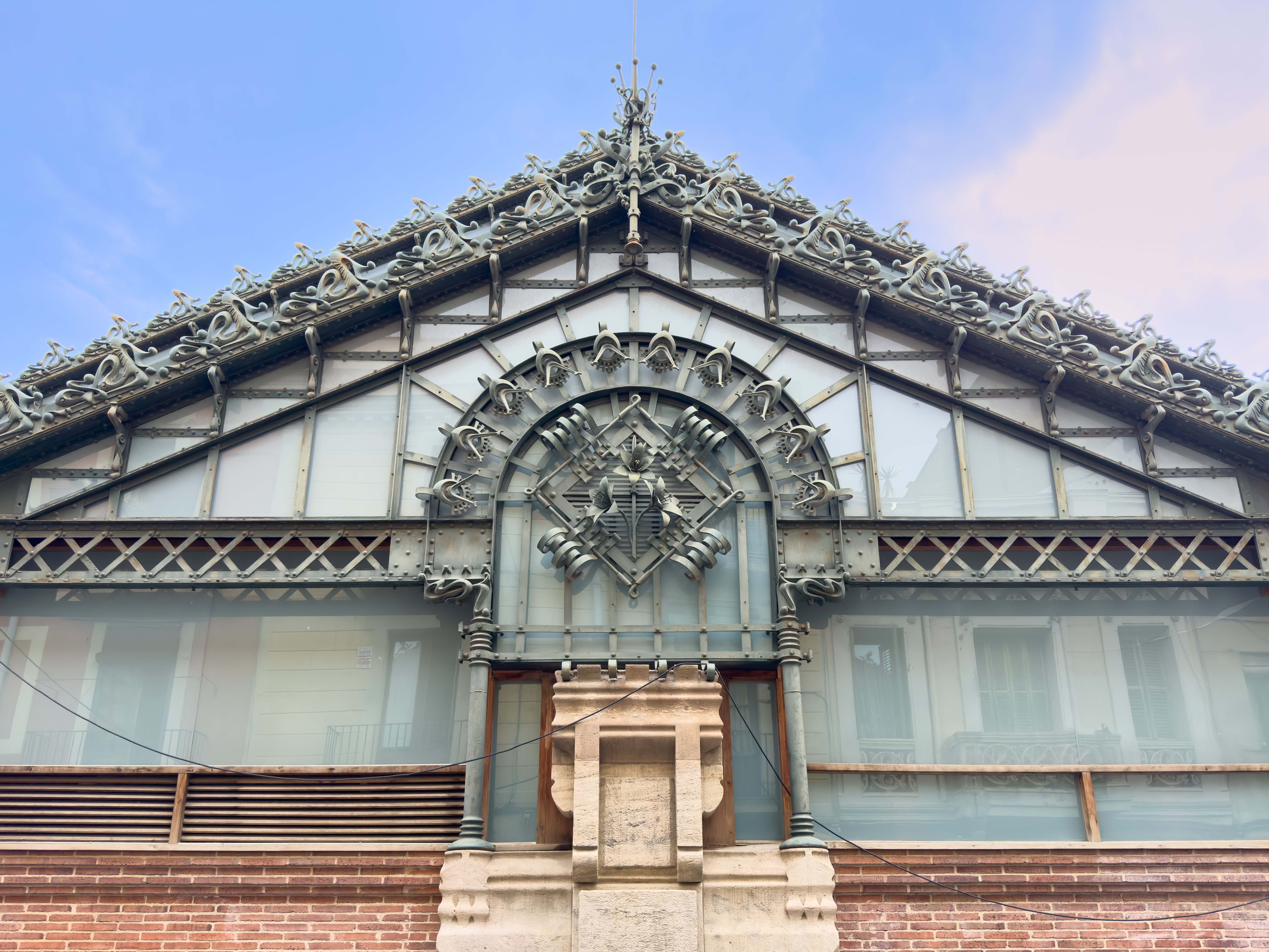
Escudo de Gracia en la fachada.

El mercado de la Libertad (en catalán Mercat de la Llibertat) es un mercado del distrito de Gracia, en Barcelona (España). Fue proyectado por el arquitecto Miquel Pascual y su construcción empezó en 1888, siendo inaugurado en 1893. El edificio está catalogado como bien cultural de interés local.

## Descripción
El edificio, situado en la plaza homónima, es de planta rectangular, con tres naves: la central, más ancha y alta, tiene cubierta de teja a dos vertientes, sostenida por cerchas parabólicas de hierro; la de las naves laterales, también de dos vertientes, se une, con una vertiente de los tramos bajos de los dos lados cortos. Los muros de cierre son de ladrillo visto sobre zócalo de piedra y con celosías de librillo de madera, bajo los aleros bajos que recorren todo el perímetro. Las dos fachadas testeras se organizan como fachadas principales formando frontones triangulares y concentrando la ornamentación de piedra y hierro del maestro de obras Francesc Berenguer, en la que son visibles los entrelazos de curvas que conforman, en la parte central, el escudo de tres lirios del antiguo municipio de Gracia.

## Remodelación
Entre 2007 y 2009 se llevó a cabo una remodelación integral del mercado consistente en la creación de un aparcamiento subterráneo para carga y descarga de mercancías, la incorporación en el sótano del edificio de espacios para la recogida selectiva de basura, la mejora del sistema de climatización con un nuevo aislamiento térmico y la optimización del acceso al mercado para personas con discapacidad.
Por esta remodelación el Instituto Municipal de Mercados de Barcelona recibió en 2011, de manos del Instituto Europeo de Administración Pública, un diploma de excelencia del premio EPSA en la categoría de colaboración entre el sector público y privado.

## Horario
- De lunes a viernes: De 08.00 a 20.30
- Sábados: De 08.00 a 15.00